# Linia kolejowa Petersburg – Mga
Linia kolejowa Petersburg – Mga – linia kolejowa w Rosji łącząca stację Obuchowo ze stacją Mga. Zarządzana jest przez region petersburski Kolei Październikowej (część Kolei Rosyjskich). 
Linia położona jest w Petersburgu i w obwodzie leningradzkim. Na całej długości jest zelektryfikowana i dwutorowa.

## Historia
Linia powstała w czasach carskich jako część linii z Petersburga do Wiatki. Początkowo leżała w Imperium Rosyjskim, następnie w Związku Sowieckim. Od 1991 znajduje się w granicach Rosji.